# Champagnac-le-Vieux
Pour les articles homonymes, voir Champagnac.
Champagnac-le-Vieux est une commune française située dans le département de la Haute-Loire, en région Auvergne-Rhône-Alpes.

## Géographie

### Localisation
La commune de Champagnac-le-Vieux se trouve dans le département de la Haute-Loire, en région Auvergne-Rhône-Alpes.
Elle se situe à 66 km par la route du Puy-en-Velay, préfecture du département, à 16 km de Brioude, sous-préfecture, et à 21 km de Sainte-Florine, bureau centralisateur du canton de Sainte-Florine dont dépend la commune depuis 2015 pour les élections départementales.
Les communes les plus proches sont : 
Saint-Vert (2,8 km), Chassignolles (4,4 km), Agnat (4,5 km), Laval-sur-Doulon (4,6 km), Chaniat (4,8 km), Saint-Hilaire (5,7 km), Saint-Didier-sur-Doulon (6,9 km), Javaugues (7,8 km).

### Environnement
- Lac de pêche et baignade.
- Le ruisseau de l'Auzon prend sa source au nord de la commune.

### Climat
Pour des articles plus généraux, voir Climat d'Auvergne-Rhône-Alpes et Climat de la Haute-Loire.
En 2010, le climat de la commune est de type climat des marges montargnardes, selon une étude du Centre national de la recherche scientifique s'appuyant sur une série de données couvrant la période 1971-2000. En 2020, Météo-France publie une typologie des climats de la France métropolitaine dans laquelle la commune est exposée à un climat de montagne ou de marges de montagne et est dans la région climatique Nord-est du Massif Central, caractérisée par une pluviométrie annuelle de 800 à 1 200 mm, bien répartie dans l’année.
Pour la période 1971-2000, la température annuelle moyenne est de 8,6 °C, avec une amplitude thermique annuelle de 15,6 °C. Le cumul annuel moyen de précipitations est de 864 mm, avec 9,3 jours de précipitations en janvier et 7,8 jours en juillet. Pour la période 1991-2020, la température moyenne annuelle observée sur la station météorologique de Météo-France la plus proche, « Saint Didier sur Doulon », sur la commune de Saint-Didier-sur-Doulon à 7 km à vol d'oiseau, est de 10,7 °C et le cumul annuel moyen de précipitations est de 813,8 mm,. Pour l'avenir, les paramètres climatiques de la commune estimés pour 2050 selon différents scénarios d'émission de gaz à effet de serre sont consultables sur un site dédié publié par Météo-France en novembre 2022.

## Urbanisme

### Typologie
Au 1er janvier 2024, Champagnac-le-Vieux est catégorisée commune rurale à habitat très dispersé, selon la nouvelle grille communale de densité à sept niveaux définie par l'Insee en 2022.
Elle est située hors unité urbaine. Par ailleurs la commune fait partie de l'aire d'attraction de Brioude, dont elle est une commune de la couronne,. Cette aire, qui regroupe 39 communes, est catégorisée dans les aires de moins de 50 000 habitants,.

### Occupation des sols
L'occupation des sols de la commune, telle qu'elle ressort de la base de données européenne d’occupation biophysique des sols Corine Land Cover (CLC), est marquée par l'importance des forêts et milieux semi-naturels (66,4 % en 2018), une proportion sensiblement équivalente à celle de 1990 (66,3 %). La répartition détaillée en 2018 est la suivante : 
forêts (66,4 %), prairies (30,6 %), zones agricoles hétérogènes (1,7 %), zones urbanisées (1,2 %). L'évolution de l’occupation des sols de la commune et de ses infrastructures peut être observée sur les différentes représentations cartographiques du territoire : la carte de Cassini (XVIIIe siècle), la carte d'état-major (1820-1866) et les cartes ou photos aériennes de l'IGN pour la période actuelle (1950 à aujourd'hui).

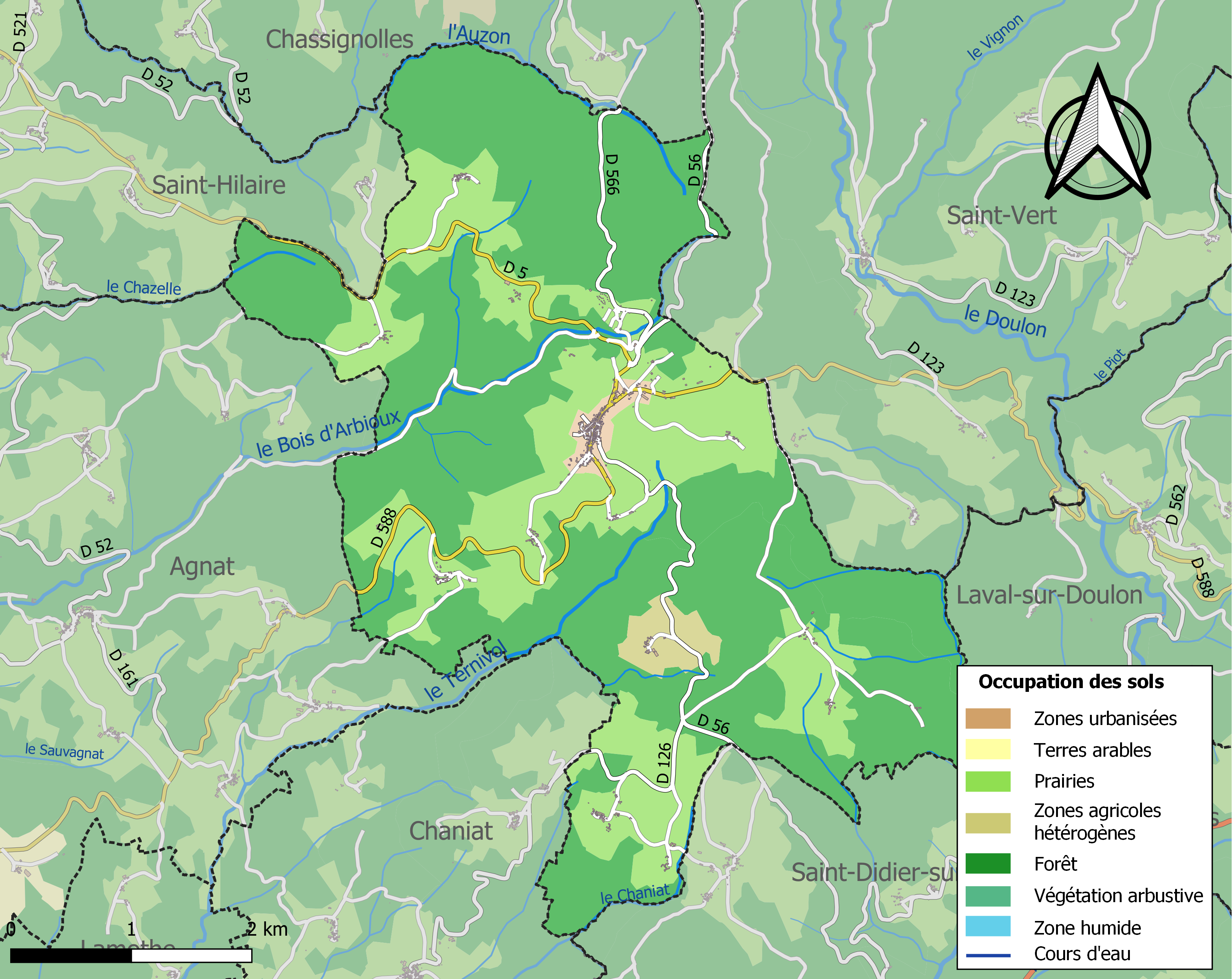
Carte des infrastructures et de l'occupation des sols de la commune en 2018 (CLC).
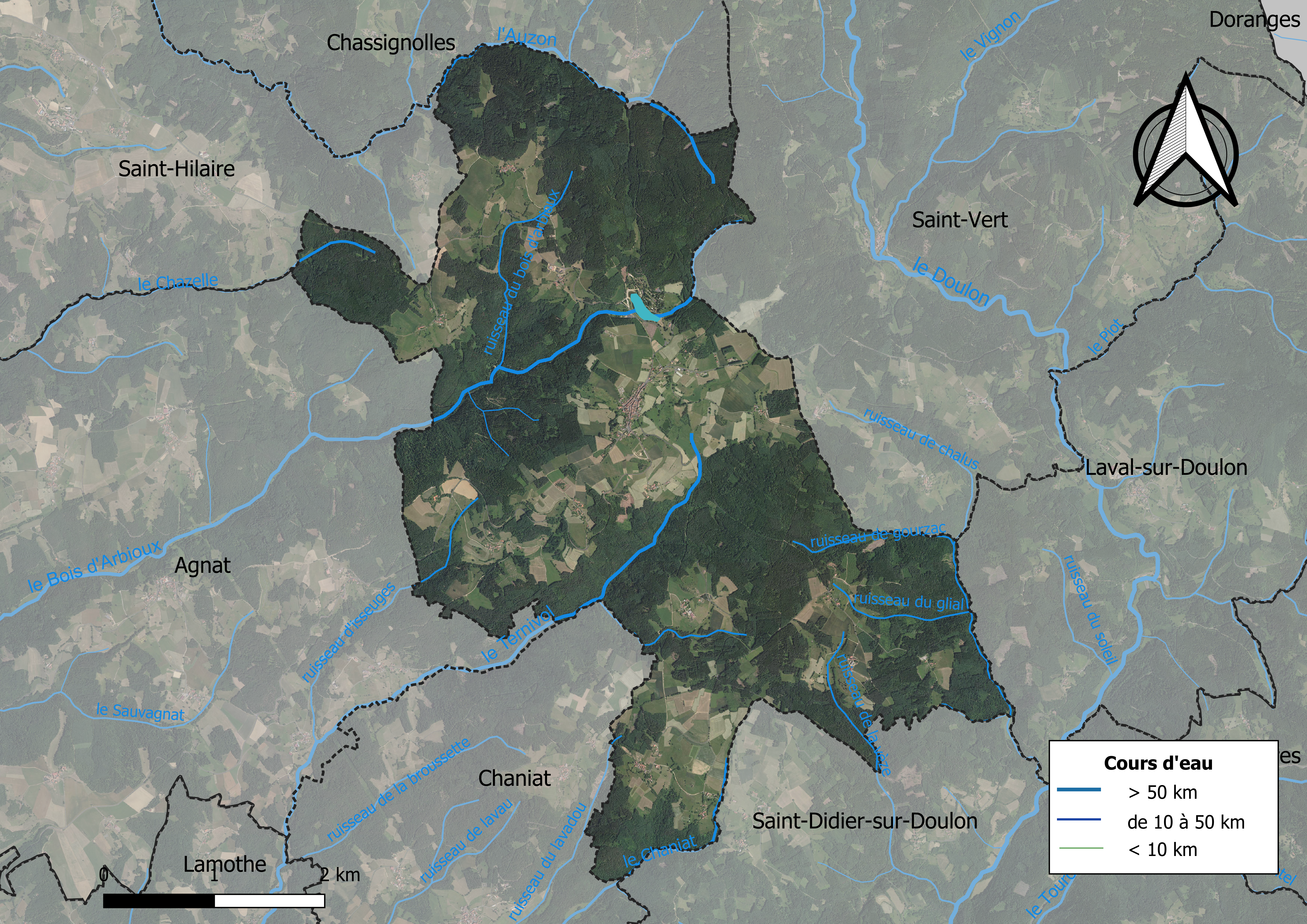
Carte orthophotographique de la commune.

### Hameaux et Lieux-dits

#### Hameaux
- Balistre
- Balistroux
- le Boucharel
- Dreins
- Durbiat
- Genestoux,
- Jouret
- la Chaud (ou Lachaud)
- les Cluzel
- le Glial
- Taix
- Neyrolles,
- Olpignac
- Toirat.
- Rouret, Villa Roured, XIe siècle.

#### Lieux-dits
- les Prades, les Gondries, ravin de Chave, les Granouillers, Moulin à Vent, la Croix de Taix, Fontaine de la Vache.

Il serait fort utile de constituer ici, la liste des noms de lieux provenant du cadastre napoléonien. Cette liste aura pour intérêt d'aider les toponymistes et historiens qui s'intéressent à ce terroir. La liste ci-dessus concerne le cadastre actuel. (Avis aux chercheurs ou administrateur).

### Habitat et logement
En 2018, le nombre total de logements dans la commune était de 279, alors qu'il était de 279 en 2013 et de 274 en 2008.
Parmi ces logements, 41,7 % étaient des résidences principales, 37 % des résidences secondaires et 21,2 % des logements vacants. Ces logements étaient pour 96,8 % d'entre eux des maisons individuelles et pour 2,5 % des appartements.
Le tableau ci-dessous présente la typologie des logements à Champagnac-le-Vieux en 2018 en comparaison avec celle de la Haute-Loire et de la France entière. Une caractéristique marquante du parc de logements est ainsi une proportion de résidences secondaires et logements occasionnels (37 %) supérieure à celle du département (16,1 %) et à celle de la France entière (9,7 %). Concernant le statut d'occupation de ces logements, 79,7 % des habitants de la commune sont propriétaires de leur logement (82,5 % en 2013), contre 70 % pour la Haute-Loire et 57,5 pour la France entière.
| Typologie                                               | Champagnac-le-Vieux | Haute-Loire | France entière |
| ------------------------------------------------------- | ------------------- | ----------- | -------------- |
| Résidences principales (en %)                           | 41,7                | 71,5        | 82,1           |
| Résidences secondaires et logements occasionnels (en %) | 37                  | 16,1        | 9,7            |
| Logements vacants (en %)                                | 21,2                | 12,4        | 8,2            |

## Toponymie

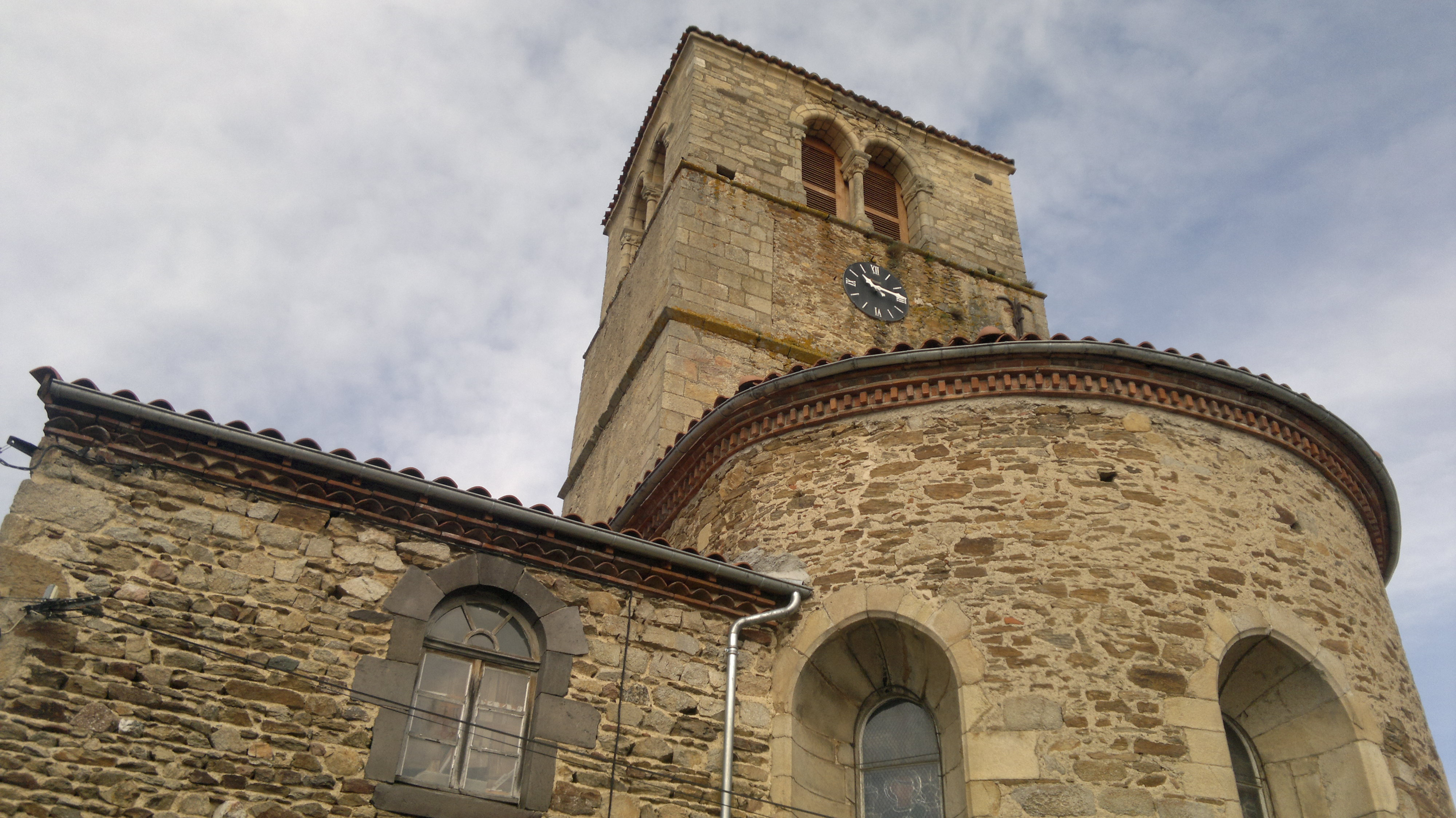
L'église paroissiale Saint-Pierre à Champagnac-le-Vieux.

- Prior de Champanhac en 1259
- Champnhac-la-Velh en 1300
- Champanhacus Vetus en 1385
- Champaignac-le-Viel en 1401
- Champaignac en 1456[16]

## Histoire
Villages fortifiés et fort royal des monts du Livradois.
Bien que nom du village semble venir tout droit de l'antiquité tardive, aucune découverte archéologique importante ne peut encore attester l'étymologie gallo-romaine du nom. Cependant, Les tegula retrouvées sous un arbre ne sont pas dénuées d'intérêt. 

Riche en bois, en terres agricoles et en pâtures, une petite communauté s’est largement développée au cours du Moyen Âge. L'église de Campagnaco était dépendante du chapitre de Brioude. Son cartulaire nous en livre une première mention entre 936 et 983.
- L'église

L'église paroissiale Saint-Pierre est un ancien prieuré qui dépendait depuis 1154 de l'abbaye de la Chaise-Dieu. Avant 1359, ce prieuré était uni avec ceux de Saint-Urcize et de Champagnat-le-Jeune à l'hôstellerie. Fortifié au XIVe siècle puis de nouveau renforcé au XVe siècle, bien que remanié l'édifice actuel conserve une partie romane originelle.
- Le Fort

À une situation privilégiée près de voies routières, dès le XIVe siècle et sûrement avant, il existe un élément fortifié à Champagnac. Rapidement, le développement de la petite agglomération qui entrave sur la sécurité du point stratégique. Le 29 mars 1375, le sénéchal d'Auvergne demande la démolition de certaines maisons pouvant favoriser l'intrusion dans la muraille. 
 
Vraisemblablement le château royal est devenu trop exigus pour contenir la population. Ainsi pour se défendre des attaques fréquentes de la guerre de cent ans, s'organise l'auto-gestion. L'enclos et la fortification de l'église sont renforcés. C'est seulement en 1456 à la fin de celle-ci que Charles VII signe une autorisation pour édifier la fortification du bourg.
- Les milites de Durbiat

Durbiac, 1155
Durbiat, 1372
En 1250, Bertrand, miles de Durbiat est vassal d'Alphonse de Poitiers. Il lui rend d'ailleurs hommage pour les bien qu'il possède à Auzon.
Ce même Bertrand en 1267, se porte caution pour Bertrand D'Auzon, également vassal du comte. À la même époque nous retrouvons des membres de cette famille au chapitre de Brioude.
Des liens étroits sembles unirent cette famille avec celle d'Auzon et celle des de la Tour. En 1317, Joubert devient légataire de Bernard de la Tour. Il assistera en 1320 au mariage d'un autre Bertrand de la Tour avec Isabeau de Lévis. 
En 1320, Dalmas de Durbiat possède des biens à Escurolles.
Le seigneur de Durbiat, de St Eble (commune de Mazeyrat-d'Allier) et Villeveuve serra convoqué au ban de 1543.

## Politique et administration

### Découpage territorial
La commune de Champagnac-le-Vieux est membre de la communauté de communes Auzon Communauté, un établissement public de coopération intercommunale (EPCI) à fiscalité propre créé le 21 décembre 2000 dont le siège est à Auzon. Ce dernier est par ailleurs membre d'autres groupements intercommunaux.
Sur le plan administratif, elle est rattachée à l'arrondissement de Brioude, au département de la Haute-Loire, en tant que circonscription administrative de l'État, et à la région Auvergne-Rhône-Alpes.
Sur le plan électoral, elle dépend du canton de Sainte-Florine pour l'élection des conseillers départementaux, depuis le redécoupage cantonal de 2014 entré en vigueur en 2015, et de la deuxième circonscription de la Haute-Loire   pour les élections législatives, depuis le redécoupage électoral de 1986.

### Liste des maires
| Période                                  | Période   | Identité       | Étiquette | Qualité |
| ---------------------------------------- | --------- | -------------- | --------- | ------- |
| Les données manquantes sont à compléter. |           |                |           |         |
| mars 2001                                | mars 2008 | Denis Marchand | DVG       |         |
| mars 2008                                | 2020      | Michel Mignot  |           |         |
| 2020                                     | En cours  | Évelyne Miche  |           |         |

### Tendances politiques et résultats
| Scrutin             | Scrutin             | 1er tour | 1er tour | 1er tour | 1er tour | 1er tour    | 1er tour | 1er tour | 1er tour | 1er tour | 1er tour | 1er tour | 1er tour | 2d tour | 2d tour | 2d tour | 2d tour | 2d tour | 2d tour |
| Scrutin             | Scrutin             | 1er      | 1er      | %        | 2e       | 2e          | %        | 3e       | 3e       | %        | 4e       | 4e       | %        | 1er     | 1er     | %       | 2e      | 2e      | %       |
| ------------------- | ------------------- | -------- | -------- | -------- | -------- | ----------- | -------- | -------- | -------- | -------- | -------- | -------- | -------- | ------- | ------- | ------- | ------- | ------- | ------- |
| Présidentielle 2017 | Présidentielle 2017 |          | LR       | 27,27    |          | LFI         | 22,73    |          | RN       | 21,59    |          | EM       | 12,50    |         | EM      | 62,76   |         | RN      | 37,24   |
| Présidentielle 2022 | Présidentielle 2022 |          | RN       | 22,93    |          | EM          | 22,93    |          | LFI      | 21,02    |          | LR       | 7,64     |         | EM      | 52,80   |         | RN      | 47,20   |
| Législatives 2022   | 2e                  |          | LR       | 54,89    |          | LFI (NUPES) | 20,30    |          | RN       | 14,29    |          | PR (ENS) | 4,51     |         | LR      | 66,39   |         | LFI     | 33,61   |
| Législatives 2024   | 2e                  |          | LR       | 37,04    |          | RN          | 34,81    |          | PS (NFP) | 20,74    |          | RE (ENS) | 5,93     |         | LR      | 64,66   |         | RN      | 35,34   |

## Population et société

### Démographie

#### Évolution démographique
L'évolution du nombre d'habitants est connue à travers les recensements de la population effectués dans la commune depuis 1793. Pour les communes de moins de 10 000 habitants, une enquête de recensement portant sur toute la population est réalisée tous les cinq ans, les populations de référence des années intermédiaires étant quant à elles estimées par interpolation ou extrapolation. Pour la commune, le premier recensement exhaustif entrant dans le cadre du nouveau dispositif a été réalisé en 2004.

En 2022, la commune comptait 183 habitants, en évolution de −13,68 % par rapport à 2016 (Haute-Loire : +0,36 %, France hors Mayotte : +2,11 %).
| 1793 | 1800  | 1806 | 1821  | 1831  | 1836  | 1841  | 1846  | 1851  |
| ---- | ----- | ---- | ----- | ----- | ----- | ----- | ----- | ----- |
| 805  | 1 054 | 981  | 1 008 | 1 045 | 1 107 | 1 085 | 1 127 | 1 140 |

| 1856  | 1861  | 1866  | 1872  | 1876  | 1881 | 1886 | 1891 | 1896 |
| ----- | ----- | ----- | ----- | ----- | ---- | ---- | ---- | ---- |
| 1 083 | 1 044 | 1 055 | 1 005 | 1 005 | 976  | 978  | 974  | 936  |

| 1901 | 1906 | 1911 | 1921 | 1926 | 1931 | 1936 | 1946 | 1954 |
| ---- | ---- | ---- | ---- | ---- | ---- | ---- | ---- | ---- |
| 920  | 896  | 870  | 721  | 728  | 711  | 702  | 564  | 535  |

| 1962 | 1968 | 1975 | 1982 | 1990 | 1999 | 2004 | 2006 | 2009 |
| ---- | ---- | ---- | ---- | ---- | ---- | ---- | ---- | ---- |
| 520  | 486  | 415  | 340  | 301  | 277  | 252  | 244  | 234  |

| 2014 | 2019 | 2022 | - | - | - | - | - | - |
| ---- | ---- | ---- | - | - | - | - | - | - |
| 215  | 193  | 183  | - | - | - | - | - | - |

#### Pyramide des âges
La population de la commune est relativement âgée.
En 2018, le taux de personnes d'un âge inférieur à 30 ans s'élève à 15,6 %, soit en dessous de la moyenne départementale (31 %). À l'inverse, le taux de personnes d'âge supérieur à 60 ans est de 49,2 % la même année, alors qu'il est de 31,1 % au niveau départemental.
En 2018, la commune comptait 102 hommes pour 97 femmes, soit un taux de 51,26 % d'hommes, largement supérieur au taux départemental (49,13 %).
Les pyramides des âges de la commune et du département s'établissent comme suit.
| Hommes | Classe d’âge | Femmes |
| ------ | ------------ | ------ |
| 0,0    | 90 ou +      | 4,2    |
| 10,1   | 75-89 ans    | 14,9   |
| 34,3   | 60-74 ans    | 35,1   |
| 27,3   | 45-59 ans    | 19,2   |
| 13,1   | 30-44 ans    | 10,6   |
| 5,1    | 15-29 ans    | 5,3    |
| 10,1   | 0-14 ans     | 10,6   |

| Hommes | Classe d’âge | Femmes |
| ------ | ------------ | ------ |
| 0,9    | 90 ou +      | 2,5    |
| 8,4    | 75-89 ans    | 11,7   |
| 20,4   | 60-74 ans    | 20,5   |
| 21,3   | 45-59 ans    | 20,3   |
| 16,8   | 30-44 ans    | 16,3   |
| 15,2   | 15-29 ans    | 13,2   |
| 17     | 0-14 ans     | 15,6   |

## Économie

### Revenus
En 2018, la commune compte 106 ménages fiscaux, regroupant 182 personnes. La médiane du revenu disponible par unité de consommation est de 18 830 € (20 800 € dans le département).

### Emploi
| Division       | 2008  | 2013   | 2018   |
| -------------- | ----- | ------ | ------ |
| Commune        | 4,4 % | 13,5 % | 13,7 % |
| Département    | 6,3 % | 7,7 %  | 7,7 %  |
| France entière | 8,3 % | 10 %   | 10 %   |

En 2018, la population âgée de 15 à 64 ans s'élève à 98 personnes, parmi lesquelles on compte 82,1 % d'actifs (68,4 % ayant un emploi et 13,7 % de chômeurs) et 17,9 % d'inactifs,. En  2018, le taux de chômage communal (au sens du recensement) des 15-64 ans est supérieur à celui du département et de la France, alors qu'en 2008 la situation était inverse.
La commune fait partie de la couronne de l'aire d'attraction de Brioude, du fait qu'au moins 15 % des actifs travaillent dans le pôle,. Elle compte 49 emplois en 2018, contre 58 en 2013 et 76 en 2008. Le nombre d'actifs ayant un emploi résidant dans la commune est de 68, soit un indicateur de concentration d'emploi de 72,1 % et un taux d'activité parmi les 15 ans ou plus de 45,7 %.
Sur ces 68 actifs de 15 ans ou plus ayant un emploi, 23 travaillent dans la commune, soit 33 % des habitants. Pour se rendre au travail, 83,3 % des habitants utilisent un véhicule personnel ou de fonction à quatre roues, 1,5 % les transports en commun, 7,6 % s'y rendent en deux-roues, à vélo ou à pied et 7,6 % n'ont pas besoin de transport (travail au domicile).

## Culture locale et patrimoine

### Lieux et monuments
- L'église possède un reliquaire-monstrance[29] qui fait l'objet d'un classement au titre objet des monuments historiques depuis le 20 octobre 1913[30].
- Croix de chemin du XIVe siècle en grès.

Placée au carrefour de la route d'Auzon.
- L'architecture civile

Une étude publiée en 2007 par Christian de Seauve dans les Cahiers de la Haute-Loire, a révélé que dès le XVIIe siècle plus des deux tiers des maisons qui pour beaucoup sont des chaumières, sont construites, reconstruites ou restaurées par des maçons de la Marche, Haute-Marche et Combraille.